# Antibürokratikus forradalom
Az antibürokratikus forradalom (szerbül: Антибирократска револуција) Slobodan Milošević szerb vezető támogatóinak utcai tiltakozó kampánya volt, amely 1988 és 1989 között zajlott Jugoszláviában. A tiltakozások megdöntötték a Montenegrói Szocialista Köztársaság kormányát, valamint a szerbiai Vajdaság és Koszovó tartományok kormányát, és Milošević szövetségeseivel váltották fel őket, mellyel a jugoszláv elnökségen belül domináns szavazótömb jött létre. Az antibürokratikus forradalom elnevezés a bürokratikus és korrupt kormányzó struktúrák ellen meghirdetett lázadásból származik. Az eseményeket elítélték a nyugat-jugoszláviai köztársaságok (különösen Szlovénia és Horvátország) kommunista kormányai, akik sikeresen ellenálltak a kampány saját területükre való kiterjesztésére irányuló kísérleteknek, és Milošević ellen fordultak. Az erősödő ellentét végül a Jugoszláv Kommunisták Szövetségének 1990-es felbomlását, Jugoszlávia felbomlását és a délszláv háborúk kezdetét eredményezte.

## Előzmények
Az 1974-es jugoszláv alkotmány elfogadása után a szerb központi kormányzat gyakran került politikai patthelyzetbe a koszovói és a vajdasági tartományi kormányokkal szemben. A szerb kormány 1976-ban nyújtotta be első panaszait a tartományok alkotmányellenes autonómiagyakorlatával kapcsolatban Titonak és Edvard Kardeljnek, majd 1984-ben egy újabb panaszt nyújtott be az ügyben, megpróbálva megoldani az 1974-es alkotmányon belüli problémákat. Jelentették a vezetőknek, hogy a tartományok ismételten megtagadták a szerb kormánytól, hogy területükön a politikát alakítsa.
Az 1981-es koszovói albán tiltakozások hatására a koszovói helyzet válsággá érett. A tiltakozók olyan jelszavakat kiabáltak, mint „Albánok vagyunk, nem jugoszlávok!”, „Koszovói Köztársaságot!”, „Egység Albániával!” és „Éljen a marxizmus-leninizmus, le a revizionizmussal.” Az etnikai és ideológiai dimenzió jelenléte a tüntetők követeléseiben arra késztette a jugoszláv hatóságokat, hogy a tüntetések erőszakos megfékezése mellett döntsenek. A Pristinai Kommunista Szövetség elnöke, Aslan Fazlia (albán) azt mondta, hogy a tüntetések nacionalista és ellenforradalmi jellegűek voltak, és kemény rendőri fellépést ígért a tüntetők ellen. Ezzel az akcióval azonban nem sikerült elfojtani a tiltakozásokat, ehelyett Koszovóban az albánok tiltakozása egyre nőtt. Mahmut Bakalli, a Koszovói Kommunisták Szövetségének elnöke úgy döntött, hogy felkéri a Jugoszláv Néphadsereget (JNA), hogy vezényeljen harckocsikat az utcára. A Közép-Szerbiából érkező rendőri erősítést azonban útlezárás állította meg, majd albán tüntetők harmincnégy szerb és montenegrói házból ejtettek túszokat követelve, hogy a túszok szabadon bocsátásáért cserébe a rendőri erők hagyják el Koszovót. A túszokat csak a pristinai rendőri erők megérkezése után engedték szabadon. A tiltakozások Koszovó-szerte vandalizmushoz vezettek, beleértve az autók, üzletek és állami intézmények ablakainak betörését. A jugoszláv vezetés „válsághelyzetet hirdetett Koszovóban”, és minden köztársaságot felszólítottak, hogy küldjék rendőri egységeiket Koszovóba. A jugoszláv vezetést megdöbbentette a tüntetők által alkalmazott erőszak mértéke és a tüntetéseken való viszonylag nagyszámú részvétel.
Az 1981-es koszovói tüntetések utóhatásai a koszovói szerbek neheztelését okozták a koszovói politikai helyzettel kapcsolatban. A szerbek azt gyanították, hogy Koszovóban szándékos albánosítás folyik, melyet statisztikai adatokkal bizonyítottak, melyek szerint a koszovói szerbek száma jelentősen csökkent az 1961-es 23,5%-ról 1981-re 13,2%-ra, valamint azt állították, hogy albánok üldözik őket, beleértve a szerb nőket, akiket az albánok szisztematikusan megerőszakolnak. Ezen állítások közül sok nem volt bizonyítékokkal alátámasztva, hanem szóbeszédként terjedt.
Milošević 1987 szeptemberében vette át a Jugoszláv Kommunisták Szövetsége szerb tagpártjának irányítását, amikor frakciója Ivan Stambolić vezetésével megverte az ellenzéket. Hatalomra kerülése egybeesett a koszovói szerb-albán feszültségekkel, mivel a koszovói szerbek úgy érezték, hogy az albánok és a tartomány albánok által uralt vezetése elnyomják őket. A feszültséget tovább fokozták a szerb médiában megjelent lázító tudósítások.
Az 1974-es jugoszláv alkotmány szerint Szerbia két autonóm tartománya (Vajdaság és Koszovó) nagymértékben független volt a központi szerb kormánytól, és egyenrangúan Jugoszlávia hat tagköztársaságával mindkettő képviselője ott ült a jugoszláv állam elnökségében. Valójában státuszuk szinte egyenértékű volt a köztársaságokéval, ami lehetővé tette a koszovói és a vajdasági tartományi vezetés számára, hogy önálló politikát folytassanak.
1987 végén és 1988-ban Szerbiában populista kampány indult ez ellen a helyzet ellen, amelyet tarthatatlannak minősítettek. A tartományi vezetést bürokratikus hatástalansággal és az emberektől való elidegenedéssel vádolták. Az olyan népszerű szlogenek, mint „Ó, Szerbia három részből, újra egész leszel!” (Oj Srbijo iz tri dela ponovo ćeš biti cela!) megragadtak a közvéleményben. A hangulatot tovább fokozták a szerb sajtóban megjelent cikkek és olvasói levelek, amelyek közül a leghírhedtebb a „Politika” folyóirat „Odjeci i reagovanja” (Visszhangok és reakciók) rubrikája, a szerkesztő rovathoz írt levele volt, amelyet az asztroturfing egyik fajtájaként használtak.
A kampány főbb pontjai a következők voltak:
- A koszovói szerbeket albánok zaklatták, az albánok által uralt koszovói kormány pedig elnyomta őket.
- Az 1974-es alkotmány miatt Szerbiának nem volt hatékony ellenőrzése tartományai felett, amelyek vezetése bürokratikus és elidegenedett az emberektől.
- Ezt az alkotmányt a többi jugoszláv köztársaság, különösen Szlovénia és Horvátország befolyása hozta létre, hogy elnyomja Szerbia hatalmát, és kedvező környezetet teremtsen Szerbia természeti erőforrásainak kiaknázásához.
- Az alkotmány tulajdonképpen egy konföderatív típusú kormányt hozott létre, mivel nem lehetett volna döntést hozni a szövetségi parlamentben mind a hat köztársaság konszenzusa nélkül; és a néptöbbséget jobban figyelembe vevő rendszert szorgalmaztak (az egyik legnépszerűbb szlogen az „egy ember, egy szavazat” volt)
- Ezért szükség volt a szövetségi alkotmány alapos felülvizsgálatára és a szerb tartományok feletti ellenőrzés fokozására.

## A tiltakozások
A tömegtüntetések 1986 februárjában kezdődtek, amikor a koszovói szerbek Belgrádban és Koszovóban több alkalommal is összegyűltek a koszovói problémás helyzet megoldásáért. Ezek viszonylag kicsik voltak, 100–5000 résztvevővel, és többnyire egyéni interetnikus eseményekre adott reakciók voltak. A legnagyobb ilyen tiltakozást mintegy 20 000 ember részvételével 1987 áprilisában Kosovo Poljéban tartották.A nagyobb tiltakozások1988 második felében kezdődtek. Júniusban a zmaji gyár dolgozóinak tiltakozásán 5000 tüntetőt gyűlt össze; júliusban hét városban több tízezer, augusztusban pedig tíz városban 80 ezer ember részvételével tartottak tüntetést. Szeptemberre 39 városra terjedtek ki, több mint 400 000 résztvevővel.

### Vajdaság
1988. október 5-én mintegy 150 000 ember gyűlt össze Újvidéken, hogy tiltakozzanak a vajdasági tartományi kormány ellen. Az összejövetel egy nappal korábban a közeli Palánka városában kezdődött, és ahogy a „Politika” kifejtette, az emberek spontán módon gyűltek össze, és továbbindultak Újvidékre, a tartomány fővárosába. A palánkai tiltakozást egy vajdasági magyar, Kertész Mihály, a kommunista párt középszintű tisztviselője vezette, aki később azzal a megjegyzésével vált híressé, hogy „A szerbek féljenek Szerbiától, amikor én, magyar létemre, nem félek Szerbiától?”  A Milovan Šogorov, Boško Krunić és Živan Berisavljević vezette tartományi vezetést a tüntetés nagysága meglepetésként érte. A rendezvény előtt megpróbáltak kompromisszumot kötni és tárgyalni Miloševićtyel, óvatos támogatásukat fejezve ki az alkotmányos változások mellett, miközben igyekeztek megőrizni a saját és a vajdasági vezetés álláspontját. A Belgrádból rendezett médiakampány lavina azonban hamarosan eluralkodott rajtuk; hataloméhes „fotelembereknek” (фотељаши/foteljaši) és "autonomistáknak" (аутономаши / autonomaši) titulálták őket. A vajdasági kormány ezután leállította a tüntetés áram- és vízellátását, ami tovább dühítette őket, és még több újvidéki és környéki ember csatlakozott. Amikor helyreállt az áramszolgáltatás, más taktikával próbálkoztak: kenyeret és joghurtot adtak nekik, hogy felvidítsák a tüntetőket. A feldühödött tüntetők azonban hamarosan több ezer joghurtos poharat dobtak a tartományi parlament épületére. Így a tiltakozásokat néha „joghurtforradalomnak” is nevezik. Október 6-án a Vajdaság teljes kollektív vezetése lemondott, és hamarosan Nedeljko Šipovac, Radovan Pankov és Radoman Božović váltotta fel őket. A JKSZ Központi Bizottságának vajdasági képviselője, Boško Krunić is lemondott, helyére Stanko Radmilović, a Vajdasági Kommuista Szövetség Központi Bizottságának elnöke került, Milovan Šogorovot pedig Bogosav Kovačević váltotta.

### Ušće
A Belgrád melletti Ušćén (a Száva folyó dunai torkolatánál található nagy mezőn) 1988. november 19-én rendeztek tiltakozó gyűlést, amelyen az állami sajtó szerint körülbelül egymillió, mások szerint több százezren vettek részt. A rendezvényt „minden tüntetés anyjaként” hirdették, ahova tömegközlekedéssel és üzemi buszokkal Szerbia minden részéből összegyűlt hatalmas tömeg érkezett. Milošević ezekkel a szavakkal erősítette meg saját és Szerbia elkötelezettségét a szabadság és a szerb egyenlőség Jugoszlávián belüli elvei mellett:
„Meg fogjuk nyerni a csatát Koszovóért, függetlenül attól, hogy milyen akadályok állnak előttünk az országban és külföldön. Tehát nyerni fogunk, függetlenül attól, hogy a külhoni és a saját országbeli ellenségeink egyesülnek, és hogy ez a nemzet nyeri meg a szabadságharcot, az már a török és német hódítók előtt is jól ismert tény volt.”

### Montenegró
A tüntetéseket és a médiát hasonlóképpen szervezték meg Montenegróban is, amikor 1988. augusztus 20-án Titogradban az első koszovói szerbek és koszovói montenegróiak tüntetésre került sor. A Montenegrói Kommunista Szövetség vezetése védekező álláspontot vett fel, azt állítva, hogy Koszovót védi, de a Milošević támogatására irányuló visszafogottságukat a tüntetők nem tartották elégségesnek.
1988. október 7-én történt az az esemény, ami végül a forradalom első cselekményének bizonyult, amikor a montenegrói rendőrség beavatkozott a žuta greda-i tüntetők ellen, és a montenegrói vezetés lemondását követelte. A helyzet kezelése érdekében a vezetés szükségállapotot hirdetett. A rendkívüli állapot nem tartott sokáig, mivel a Milošević által ellenőrzött sajtóorgánumok, valamint Milošević montenegrói támogatói azt Szerbiával szembeni ellenséges cselekedetnek tekintették.
A második felvonás a Radoje Dakić állami gyár dolgozóinak és a Veljko Vlahović Egyetem hallgatóinak közös gyűléseivel kezdődött. 1989. január 10-én Titogradban több mint 10 000 tüntető gyűlt össze. A régi vezetés zavarodottan és szervezetlenül reagálva hamar megadta magát; később egyikük sem játszott jelentős politikai szerepet. A Momir Bulatović, Milo Đukanović és Svetozar Marović vezette új, fiatalabb generációból lett az új vezetés, amely az elkövetkező években szoros szövetségese volt Miloševićnek. A Montenegrói Kommunisták Szövetségét ezt követően a Montenegrói (Szocialista) Köztársaság felett teljes ellenőrzést gyakorló hármas alakította át Montenegrói Szocialisták Demokratikus Pártjává, amely egészen 2020-ig maradt hatalmon, amikor a 2020-as parlamenti választásokon először szenvedett vereséget.

### A koszovói vezetés megdöntése
Azem Vllasit és Kaqusha Jasharit, a két legmagasabb rangú koszovói politikust 1988 novemberében leváltották. A koszovói albán lakosság nyugtalanná vált, és 1989 februárjában általános sztrájkot hirdettek, ami különösen az 1989-es koszovói bányászsztrájkban nyilvánult meg. Eközben február 28-án egy újabb nagygyűlést tartottak Belgrádban, ahol a „Fegyvereket akarunk” és „Tartóztassátok le Vllasit” jelszavak hallatszottak, majd három nappal később Vllasit valóban letartóztatták.
1989 elején a szerb parlament olyan alkotmánymódosításokat javasolt, amelyek jelentősen csökkentették volna Koszovó autonóm státuszát a Szerbián belül. A koszovói albánok nagy tüntetéseket szerveztek e lépések ellen de 1989 márciusában, a Koszovói Nemzetgyűlés alkotmánymódosításainak ratifikálása előtti végső erőfeszítést megelőzően, a törvényes eljárás teljes figyelmen kívül hagyásával, a jugoszláv rendőrség mintegy 240 prominens koszovói albánt begyűjtött, akiket nyilvánvalóan az ellenük való fellépésük alapján választottak ki. Az albán képviselők a koszovói parlamentben 1989. március 23-án bojkottálták az erről szóló szavazást, de függetlenül attól, hogy az indítvány nem érte el a szükséges kétharmados többséget, azt elfogadottnak nyilvánították. Március 28-án a szerb parlament jóváhagyta az alkotmánymódosításokat.

### A gazimestani beszéd

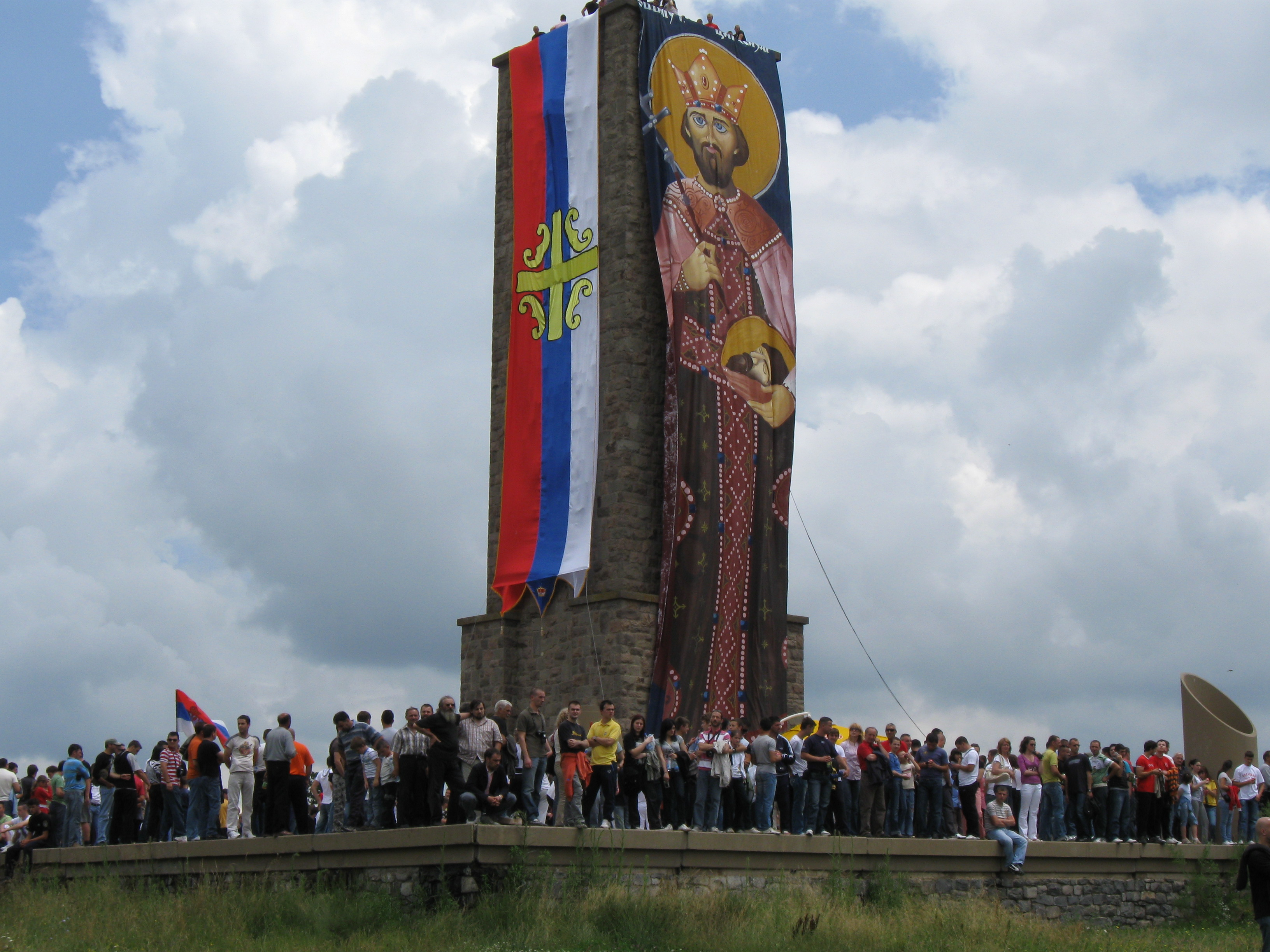
Emlékünnepség Gazimestanban 2009. június 28-án

A legnagyobb nagygyűlést 1989. június 28-án Gazimestanban, az 1389-es rigómezei csata emlékművénél tartották, ahol a „Politika” szerint kétmillióan gyűltek össze. A nagygyűlésen Milošević nagyhatású beszédet mondott. A beszédben az albánokra utalva kijelentette: „Az, hogy ebben a régióban ők egy nagy nemzet, az nem szerb bűn vagy szégyen, ez egy olyan előny, amit nem használtak fel másokkal szemben, de azt kell mondanom, hogy itt, ezen a nagy, legendás koszovói mezőn, a szerbek sem használták fel a saját hasznukra nagyságuk előnyét.”  „Vezetőiknek, politikusaiknak és vazallusi mentalitásuknak köszönhetően bűntudatot éreztek önmagukkal és másokkal szemben. Ez a helyzet évtizedekig, évekig tartott, és most itt állunk Koszovó földjén, hogy kimondjuk, ez már nem így van. Szerbia ma egységes és egyenlő más köztársaságokkal, és kész mindent megtenni, hogy javítsa pénzügyi és társadalmi helyzetét, valamint minden polgáráét. Ha egység, együttműködés és elszántság van, akkor ez sikerülni fog.”  „A szerbek történelmük során soha nem hódítottak meg és nem zsákmányoltak ki másokat. Nemzeti és történelmi lényük felszabadító volt a történelem során és két világháborún keresztül, ahogy ma is. Felszabadították magukat, és amikor tehették, másokon is segítettek. hogy felszabadítsák magukat.” „Hat évszázaddal később, most ismét harcokba keveredünk, és csaták előtt állunk. Nem fegyveres csatákról van szó, bár az ilyesmit még nem lehet kizárni. Azonban, függetlenül attól, hogy milyen csatákról van szó, elszántság nélkül nem nyerhető meg bátorság és áldozatkészség, azon nemes tulajdonságok nélkül, amelyek itt Koszovó területén az elmúlt napokban jelen voltak. Fő harcunk most a gazdasági, politikai, kulturális és általános társadalmi jólét megvalósítása, a gyorsabb és sikeresebb út megtalálása egy olyan civilizációhoz, amelyben az emberek a 21. században élni fognak.” Beszédének utolsó részében Milošević Szerbia és Európa kapcsolatáról szólt. A középkori Szerbiát saját területének és egész Európa védelmezőjeként tüntette fel az oszmánok elleni harcban: „Hat évszázaddal ezelőtt Szerbia hősiesen védekezett Koszovó földjén, de védte Európát is. Abban az időben Szerbia volt a bástya, amely megvédte az európai kultúrát, vallást és általában az európai társadalmat.” Végül beszédét lelkesítő jalszavakkal zárta: „Éljen örökké a koszovói hősiesség emléke! Éljen Szerbia! Éljen Jugoszlávia! Éljen a népek közötti béke és testvériség!”
A beszédet lelkesen fogadták Gazimestanban a tömegek, akik állítólag azt kiabálták, hogy „Koszovó szerb!”.  Ez a szerb nacionalista retorika fontos témája volt a délszláv háborúk idején: Thomas A. Emmert 1993-ban megjegyezte, hogy a beszéd napja óta „a szerbek nem mulasztották el emlékeztetni magukat és a világot, hogy Európa védelmében harcolnak az iszlám fundamentalizmussal szemben. Kevéssé számít nekik, hogy az európaiak és az amerikaiak nem érzik a védekezés szükségességét.” A nemzetközi média, mint például a brit The Independent folyóirat, felhívta a figyelmet az esemény példátlan jellegére és arra, hogy radikálisan eltér a Tito idején képviselt antinacionalista ideológiától. Bár a beszédben a kölcsönös tisztelet és a demokrácia támogatását „váratlanul békéltetőnek” minősítették, Milošević retorikája és a koszovói albánokkal szembeni, széles körben bírált politikája közötti ellentét is feltűnt.

### Szlovénia
Amikor 1989 decemberében a szlovéniai Ljubljanában megkísérelték megrendezni az „Igazság gyűlését” (szlovénül: Miting resnice) a szlovén rendőri erők a horvát rendőri erők segítségével megakadályozták azt. Ez az akció tekinthető az első szlovén védelmi akciónak Milošević híveinek támadásai ellen, ami végső soron Szlovénia függetlenségéhez vezetett.A szlovén rendőri erők résztvevő tagjai később saját veterán szervezetet szerveztek.

## Következmények
A bürokráciaellenes forradalom döntően befolyásolta a jugoszláviai elnökség hatalmi egyensúlyát. A szerb Borisav Jović (akkoriban az elnökség elnöke), a montenegrói Nenad Bućin, a vajdasági Jugoslav Kostić és a koszovói Riza Sapunxhiu az elnökségen belül egységes tömböt kezdtek alkotni.[22] Céljuknak tekintették a tartományi autonómia csökkentését, de nem a tartományi státusz teljes megszüntetését, mivel Miloševićnek extra tartományi szavazatokra volt szüksége ahhoz, hogy befolyást szerezzen a szövetségi elnökségben.
1990 augusztusában a horvát parlament a rönkforradalom nyomán Stipe Šuvart helyett Stjepan Mesićet delegálta az elnökségbe, de a szerb oldal tiltakozása miatt Mesić csak 1990 októberében foglalhatta el helyét. Ettől kezdve Mesić csatlakozott a macedón Vasil Tupurkovskihoz, a szlovén Janez Drnovšekhez és a bosznia-hercegovinai Bogić Bogićevićhez, akik szembeszálltak az általános szükségállapot kihirdetésével, amely lehetővé tette volna a Jugoszláv Néphadsereg számára, hogy márciusban hadiállapotot vezessenek be. Amikor Sapunxhiu a zárószavazáson „elpártolt” frakciójáról, Jović rövid időre lemondott és visszatért, majd Bućint Branko Kostićra, Sapunxhiut pedig Sejdo Bajramovićra cserélték le, ezzel gyakorlatilag döntésképtelen lett az elnökség. Az ország hamarosan a délszláv háborúkba süllyedt.

## Fordítás
Ez a szócikk részben vagy egészben  az    Anti-bureaucratic revolution  című angol Wikipédia-szócikk ezen változatának fordításán alapul.  Az eredeti cikk szerkesztőit annak laptörténete sorolja fel. Ez a jelzés csupán a megfogalmazás eredetét és a szerzői jogokat jelzi, nem szolgál a cikkben szereplő információk forrásmegjelöléseként.